# Prezydenci Mołdawii
Niniejszy artykuł przedstawia chronologiczną listę prezydentów Mołdawii i innych osób sprawujących urząd głowy państwa mołdawskiego od 1917 roku.

## Mołdawska Republika Demokratyczna(1917–1918)
| #                           | Imię i Nazwisko              | Portret | Kadencja          | Kadencja          | Partia polityczna | Partia polityczna |
| #                           | Imię i Nazwisko              | Portret | Od                | Do                | Partia polityczna | Partia polityczna |
| --------------------------- | ---------------------------- | ------- | ----------------- | ----------------- | ----------------- | ----------------- |
| Przewodniczący Sfatul Țării |                              |         |                   |                   |                   |                   |
| 1                           | Ion Inculeț (1884–1940)      |         | 21 listopada 1917 | 2 kwietnia 1918   |                   | SR                |
| 2                           | Constantin Stere (1865–1936) |         | 2 kwietnia 1918   | 25 listopada 1918 |                   | PNL               |
| 3                           | Pan Halippa (1883–1979)      |         | 25 listopada 1918 | 27 listopada 1918 |                   | PTB               |

## Republika Mołdawii (od 1991)
- tymczasowo

| # | Imię i Nazwisko             | Portret | Kadencja         | Kadencja         | Partia polityczna | Partia polityczna |
| # | Imię i Nazwisko             | Portret | Od               | Do               | Partia polityczna | Partia polityczna |
| - | --------------------------- | ------- | ---------------- | ---------------- | ----------------- | ----------------- |
| 1 | Mircea Snegur (1940–2023)   |         | 27 sierpnia 1991 | 15 stycznia 1997 |                   | Bezpartyjny       |
| 2 | Petru Lucinschi (ur. 1940)  |         | 15 stycznia 1997 | 7 kwietnia 2001  |                   | PAM               |
| 3 | Vladimir Voronin (ur. 1941) |         | 7 kwietnia 2001  | 11 września 2009 |                   | PKRM              |
| — | Mihai Ghimpu (ur. 1951)     |         | 11 września 2009 | 28 grudnia 2010  |                   | PL                |
| — | Vlad Filat (ur. 1969)       |         | 28 grudnia 2010  | 30 grudnia 2010  |                   | PLDM              |
| — | Marian Lupu (ur. 1966)      |         | 30 grudnia 2010  | 23 marca 2012    |                   | PDM               |
| 4 | Nicolae Timofti (ur. 1948)  |         | 23 marca 2012    | 23 grudnia 2016  |                   | Bezpartyjny       |
| 5 | Igor Dodon (ur. 1975)       |         | 23 grudnia 2016  | 24 grudnia 2020  |                   | PSRM              |
| 6 | Maia Sandu (ur. 1972)       |         | 24 grudnia 2020  | nadal            |                   | PAS               |